# エピメニデスのパラドックス

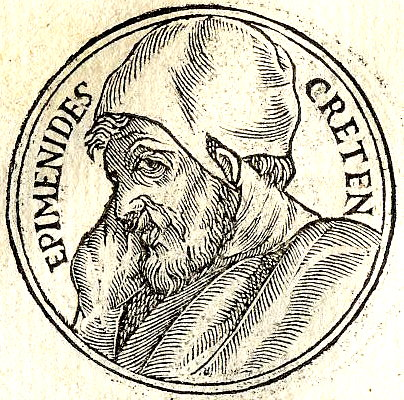
"Promptuarii Iconum Insigniorum" に描かれたエピメニデス

エピメニデスのパラドックス (Epimenides paradox) は論理の問題の一つである。クレタ島出身の哲学者クノッソスのエピメニデス（紀元前600年ごろ）の名を冠している。

## 概要
この問題を表す文は一種類に決まっているわけではない。以下に典型的バリエーションを示す。
『テトスへの手紙』にエピメニデスへの言及があり、「クレテ人のうちのある預言者が『クレテ人は、いつもうそつき、たちの悪いけもの、なまけ者の食いしんぼう』と言っている」とある。
エピメニデスが言ったことが真実かどうかを考えることで、一般に自己言及のパラドックスが生じる。ただし、エピメニデスが自身以外に正直者のクレタ人を少なくとも1人知っていたとしたら、彼のこの言は単なる嘘であってパラドックスではなく、論理的矛盾を生じない。「全てのクレタ人は嘘つきだ」の否定は「クレタ人には嘘をつかない人もいる」であり、「クレタ人には嘘つきもいる」という文と同時に真となることがある。

## 歴史
エピメニデスは哲学者で宗教的予言者でもあり、クレタの一般的感情に反して、ゼウスの不死性を以下のような詩の形で表明した。
ゼウスの不死性を否定するから、クレタ人は嘘つきだとしている。当然ながらエピメニデスが「クレタ人」と言ったときそれが「自分以外のクレタ人」を指しているのは明らかである。この「クレタ人はいつも嘘つき」という部分だけを詩人カリマコスが Hymn to Zeus で引用し、エピメニデスと同様の宗教的信念を表明した。『テトスへの手紙』では、この2行目全体が引用されている。
全てのクレタ人が嘘つきだとクレタ人が断言することの論理的矛盾は、エピメニデスもカリマコスも気づいていなかったかもしれない。本来の文脈では、エピメニデスは「自分以外のクレタ人」という意味で述べており、自己言及という意識は全くなく、従って論理的問題ではなかった。エピメニデスは単に（自分以外の）クレタ人がゼウスの不滅性を否定したことを告発しただけである。このクレタの詩人が強烈な論理的問題を提示したとするよりも、誇張法（故意の誇張）と呼ばれる比喩を使ったと理解する方がまったく自然である。エピメニデスとエピメニデスのパラドックスがいつごろ結び付けられるようになったのかは不明である。エピメニデスは彼の文「クレタ人はいつもうそつきだ」でどんな皮肉もパラドックスも意図しておらず、カリマコスもテトスもそれは同様である。論理的矛盾はエピメニデスの詩ではなく、聖パウロの書簡に存在する。
テトスへの手紙の中で、パウロは「クレタ人はいつもうそつき」だから彼らはキリスト教という唯一の真理を信じていないとテトスに警告した。パウロは彼の主張の根拠としてエピメニデスを引用した。彼は（いつもうそつきのはずの）クレタ人の言葉を使って「クレタ人はいつもうそつきだ」と主張し、同時に（クレタ人である）エピメニデスが確かに本当のこと（クレタ人はいつもうそつきだ）を言っていると結論しており、矛盾を生じさせた。
アウグスティヌスは Against the Academicians (III.13.29) にてエピメニデスやテトスに言及することなく嘘つきのパラドックスについて述べている。中世においては様々な形式の嘘つきのパラドックスが insolubilia の名で研究されたが、そこにエピメニデスの名は明確には出てこない。ピエール・ベールの『歴史批評辞典』第2巻（1740年）には明確にエピメニデスのパラドックスが収録されているが、ベール自身はこのパラドックスを「詭弁」に分類していた。

## 論理的分析
「嘘つき」とは決して信用できない者だと定義する。すると「クレタ人はみな嘘つきである」という文をエピメニデスのようにクレタ人が発したとすると、その者の発言も信用できないことになり、クレタ人には嘘つきでない者もいるということになる。一部の論理学者はエピメニデスのパラドックスを嘘つきのパラドックスと同じものとして扱ってきた。
例えば1869年にトーマス・ファウラーは著書で次のように述べている。
しかし、「クレタ人がみな嘘つきというわけではない」から「クレタ人は正直者だ」を導き出すのは妥当ではない。
この文が偽であるとみなせば、矛盾しない解釈や分析はいくつか存在する。この単純な文「クレタ人はみな嘘つきである」の真理値として「偽」を割り当てても一貫して逆説とはならない解釈が存在する。すなわち、正直者のクレタ人が存在するなら「クレタ人はみな嘘つきである」という類の文は偽であるし、エピメニデスは単に嘘をついたと見なすことができる。
ある解釈においては興味深い非対称性が生じる。この文が真だとするとそれが偽であることがはっきりと示されるが、この文がそれ自身を特に指していると解釈しなければ（つまりクレタ人の言葉全般について述べていると解釈する）、それ自体の真偽を示さずに偶然から偽となることもありうる。
当然、この文のようなパラドックスについてのどのような論理的考え方も「すべてのクレタ人」が「嘘つき」だと解釈するかぎり失敗する。通常の文脈では、このような文は全てのクレタ人が「常に」嘘をつくとか、「彼らは嘘だけを述べる」と解釈することはない。「クレタ人はいつも嘘つきだ」と言われても、言葉の様々な意味を考慮すればパラドックスは生じない。例えば「ジョンはいつも No と言う」と言った場合、ジョンが常に "No"  という単語しか発しないという意味ではない。実際、歴史に名を残した嘘つきでも時には本当のことを言っており、ある人物の「全ての発言」が嘘だという解釈はあまりにも単純すぎる。「いつも」という言葉は「全ての例において」と一般に解釈され、「あなたが出会うクレタ人は誰も嘘つきだろう」と言う場合の「嘘つき」は単に「嘘をつくことがある人」という以上の意味はない。
エピメニデスの言葉をパラドックスとして扱う場合、もっと難しい論理問題である自己言及のパラドックス、ラッセルのパラドックス、ブラリ＝フォルティのパラドックスなどと密接に関連付けられる。これらはいずれも自己言及を特徴とする。実際、エピメニデスのパラドックスは自己言及のパラドックス（嘘つきのパラドックス）の一種として扱われ、時には区別されないこともある。自己言及の研究は20世紀における論理学と数学の発展に重要な役割を果たした。

## 言及・参照
エピメニデスの著作は全く現存しておらず、他の作家の引用の形でしか現存しない。エピメニデスの Cretica からの引用は Frank E. Gaebelein が編集した The Expositor's Bible Commentary の第9巻にある R.N. Longenecker の "Acts of the Apostles" にある（Grand Rapids, Michigan: Zondervan Corporation, 1976-1984, 476ページ）。Longenecker はさらにシリア語の M.D. Gibson, Horae Semiticae X (Cambridge: Cambridge University Press, 1913), page 40 を引用している。Longenecker は次のような脚注を付記している。
その四行連句のシリア語版はシリアの教父 Isho'dad of Merv によるもので（おそらくモプスエスティアのテオドロスの著作に基づく）、それを J.R. Harris が Exp ["The Expositor"] 7 (1907), p 336 でギリシア語に再翻訳したものである。
論理学の文脈におけるエピメニデスの遠まわしな言及として、W. E. Johnson の "The Logical Calculus", Mind (New Series), volume 1, number 2 (April, 1892), pages 235-250 がある。Johnson は脚注に以下のように記している。
そのような誤謬の例として「エピメニデスは嘘つきだ」または「その表面は赤い」が挙げられ、それらは「エピメニデスの発言の全部または一部は偽である」や「表面の全部または一部は赤い」と解釈することができる。
エピメニデスのパラドックスを明確に扱った文章としてバートランド・ラッセルの "Mathematical Logic as Based on the Theory of Types"（American Journal of Mathematics, volume 30, number 3 (July, 1908), pages 222-262）がある。その冒頭には次のように記されている。
そのような種類の矛盾として最古のものはエピメニデスのそれである。クレタ人のエピメニデスは全てのクレタ人が嘘つきだと述べ、クレタ人が発した全ての言葉は嘘だとした。これは嘘だろうか？
この論文の中でラッセルはエピメニデスのパラドックスを様々な問題を論じる出発点とした。それは例えばブラリ＝フォルティのパラドックスや今ではラッセルのパラドックスと呼ばれることになったパラドックスなどである。ラッセル以降、論理学ではエピメニデスのパラドックスへの言及が繰り返されるようになった。典型例としてダグラス・ホフスタッターの『ゲーデル、エッシャー、バッハ』があり、自己言及について論じる際にこのパラドックスを特筆している。